# Platycerus caprea
Platycerus caprea là một loài bọ cánh cứng trong họ Lucanidae. Loài này được De Geer mô tả khoa học năm 1774.